# Levantado do Chão
Levantado do Chão foi publicado em 1980, pela Editorial Caminho, e é considerado, pela generalidade dos críticos, como um dos romances fundamentais de José Saramago. O livro ganhou o Prémio Cidade de Lisboa, em 1980, e o Prêmio Internacional Ennio Flaiano em 1992. O livro chegou a sua oitava edição no ano de 1988.
A obra percorre uma zona do Alentejo caracterizada pelo latifúndio, desde o final do século XIX ao período pós-Revolução de 25 de Abril de 1974. Durante a escrita da obra Saramago viveu na vila de Lavre, situada no concelho de Montemor-o-Novo.

## Sinopse
Nesta obra Saramago retrata a luta de um povo face às forças opressoras (os latifundiários, as forças da ordem e a Igreja). Luta obstinada e de muitos sacrifícios, feita sobre um ambiente de miséria rural. É uma fotografia do movimento antifascista no Alentejo, no qual Saramago revela bem as suas opções políticas.
Sobre esta obra escreveu Saramago:

"Um escritor é um homem como os outros: sonha. E o meu sonho foi o de poder dizer deste livro, quando terminasse: Isto é o Alentejo."
Acrescentando numa outra ocasião (publicado no jornal O Tempo em Novembro de 1981):
"Acho que do chão se levanta tudo, até nós nos levantamos. E sendo o livro como é - um livro sobre o Alentejo - e querendo eu contar a situação de uma parte da nossa população, num tempo relativamente dilatado, o que vi foi todo o esforço dessa gente de cujas vidas eu ia tentar falar é no fundo o de alguém que pretende levantar-se. Quer dizer: toda a opressão económica e social que tem caracterizado a vida do Alentejo, a relação entre o latifúndio e quem para ele trabalha, sempre foi - pelo menos do meu ponto de vista - uma relação de opressão. A opressão é, por definição, esmagadora, tende a baixar, a calcar. O movimento que reage a isto é o movimento de levantar: levantar o peso que nos esmaga, que nos domina. Portanto, o livro chama-se Levantado do Chão porque, no fundo, levantam-se os homens do chão, levantam-se as searas, é no chão que semeamos, é no chão que nascem as árvores e até do chão se pode levantar um livro."

## Personagens
- João Mau-Tempo - esteve detido numa prisão em Lisboa, na Rua Augusto Rosa 42.
- Padre Agamedes - faz missas dirigidas aos trabalhadores.